# 松岡久人
松岡 久人（まつおか ひさと　1918年8月5日 - 2009年2月12日）は日本の歴史家。専攻は日本中世史。

## 経歴
大分県出身。1942年10月、廣島文理科大学史学科国史学専攻を卒業。1949年の広島大学創始から国史学教室助手となり、1954年から講師、1958年から助教授、1972年から教授。専攻は日本中世史で、特に厳島神社や大内氏の研究をすすめ、『南北朝遺文　中国四国編』の編集も行った。1972年に「大内氏領国制の展開」により広島大学から文学博士の学位を授与される。